# 小行星1462
小行星1462（1462 Zamenhof）是一颗围绕太阳公转的小行星。1938年2月6日，芬蘭天文學家爾約·維薩拉在图尔库发现了此天体。
該小行星以世界語的創造者拉扎魯·柴門霍夫命名。
这颗小行星的绝对星等为11.1等。